# Eunidia quadricincta
Eunidia quadricincta es una especie de escarabajo longicornio del género Eunidia, categorizada en la tribu Eunidiini, de la subfamilia Lamiinae. Fue descrita por Aurivillius en 1911.

## Descripción
Mide 5-8,5 mm de longitud.

## Distribución
Se distribuye por Etiopía, Kenia, Somalia y Tanzania.